# سه‌گانه (آلبوم)
«سه‌گانه» (به انگلیسی: Trilogy) آلبومی از امرسون، لیک اند پالمر است که سال ۱۹۷۲ منتشر شد.